# Eupterotegaeus xizangensis
Eupterotegaeus xizangensis är en kvalsterart som beskrevs av Wang och Solhøy 200. Eupterotegaeus xizangensis ingår i släktet Eupterotegaeus och familjen Cepheidae. Inga underarter finns listade i Catalogue of Life.